# Alexander Prameshuber
| Verband               | Österreich                                 |

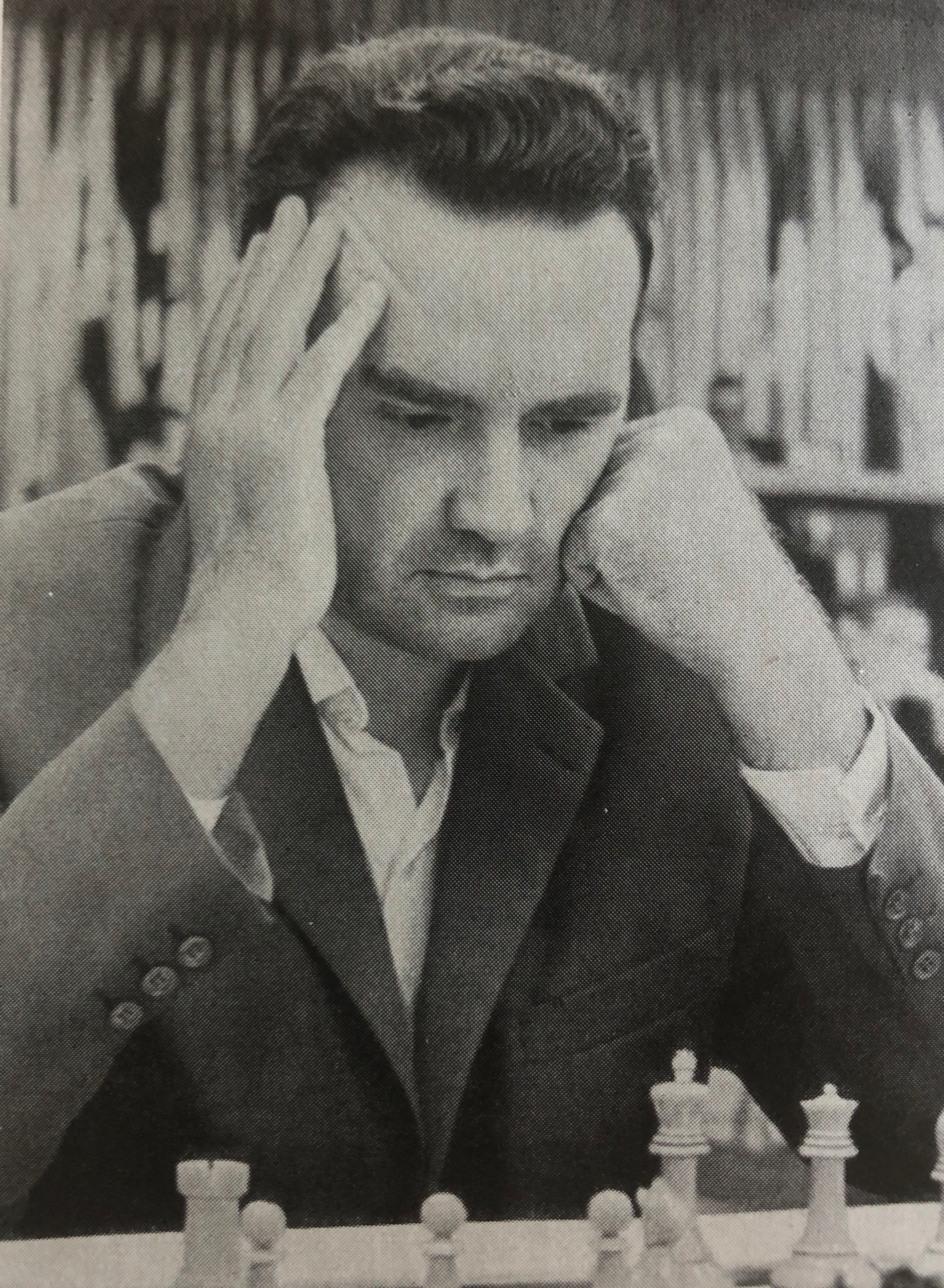
Alexander Prameshuber (1966)

| Geboren               | 20. November 1926 in Sierning, Österreich  |
| Gestorben             | 19. Juni 1983 in Grödig bei Salzburg       |
| Titel                 | österreichischer Staatsmeister             |
| Beste Elo-Zahl        | 2539 (1971)                                |
| Bester Weltrang       | #155 (November 1971)                       |
| Bestes Einzelergebnis | 2576 (Clare Benedict Cup 14th Leysin 1967) |

Alexander Prameshuber (* 20. November 1926 in Sierning, Oberösterreich; † 19. Juni 1983 in Grödig bei Salzburg) war ein österreichischer Schachspieler.

## Leben
Alexander Prameshuber spielte seit seinem 8. Lebensjahr Schach mit seinem Vater und intensivierte das Spiel während seiner Kriegsgefangenschaft in den Vogesen in Frankreich. Nach der Matura am humanistischen Gymnasium in Linz 1946 schloss er das Jusstudium 1952 an der Universität Wien ab. Während dieser Zeit war er Mitglied beim Döblinger Schachclub und nahm an den Wiener Stadtmeisterschaften teil.

## Turniererfolge
1958 wurde Prameshuber in Rif österreichischer Staatsmeister. Er vertrat Österreich bei sieben Schacholympiaden (1954 in Amsterdam, 1956 in Moskau, 1958 in München, 1964 in Tel Aviv, 1966 in Havanna, 1968 in Lugano und 1974 in Nizza). Weiter vertrat er Österreich bei den europäischen Mannschaftsmeisterschaften 1957, 1961 und 1965. 1961 gewann er mit der österreichischen Mannschaft den Clare Benedict Cup in Neuhausen.
Als aktives Mitglied des Schachvereins Urfahr und unter seiner tatkräftigen Mithilfe konnte dieser die höchste Landesspielklasse erreichen. Für den WSV ATSV Ranshofen spielte er in der Saison 1982/83 in der österreichischen Schachstaatsliga.
Prameshuber blieb stets Amateurspieler. Seine berufliche Karriere führte bis zur Leitung des Post- und Telegrafendirektion in Linz und Salzburg. Er setzte sich für die Schachsektion des Postsportvereins ein.

## Privates
Alexander Prameshuber war verheiratet und hatte drei Töchter. Seine beiden großen Leidenschaften blieben zeit seines Lebens das Klavierspiel und Schach. Als virtuoser klassischer Pianist und großer Jazzfan trat er nur privat in Erscheinung.